# هاسويل (كولورادو)
هاسويل (بالإنجليزية: Haswell, Colorado)‏ هي بلدة تقع في مقاطعة كيووا، كولورادو بولاية كولورادو في الولايات المتحدة. تأسست عام 1908، تبلغ مساحتها 2.2 (كم²)، وترتفع عن سطح البحر 1385 م، بلغ عدد سكانها 84 نسمة في عام 2000 حسب إحصاء مكتب تعداد الولايات المتحدة وتصل الكثافة السكانية فيها 38.2 نسمة/كم2.

## وصلات خارجية
- Town of Haswell
- The US50 - Cities and Towns in Colorado State
- Colorado Cities and Towns, Facts, Map, Flag, Colleges, Government, and More